# 1991 RU7
1991 RU7 är en asteroid i huvudbältet som upptäcktes den 8 september 1991 av Oak Ridge-observatoriet.